# Désiré-Émile Inghelbrecht
Désiré-Émile Inghelbrecht (* 17. September 1880 in Paris; † 14. Februar 1965 ebenda) war ein französischer Dirigent und Komponist.

## Leben und Wirken

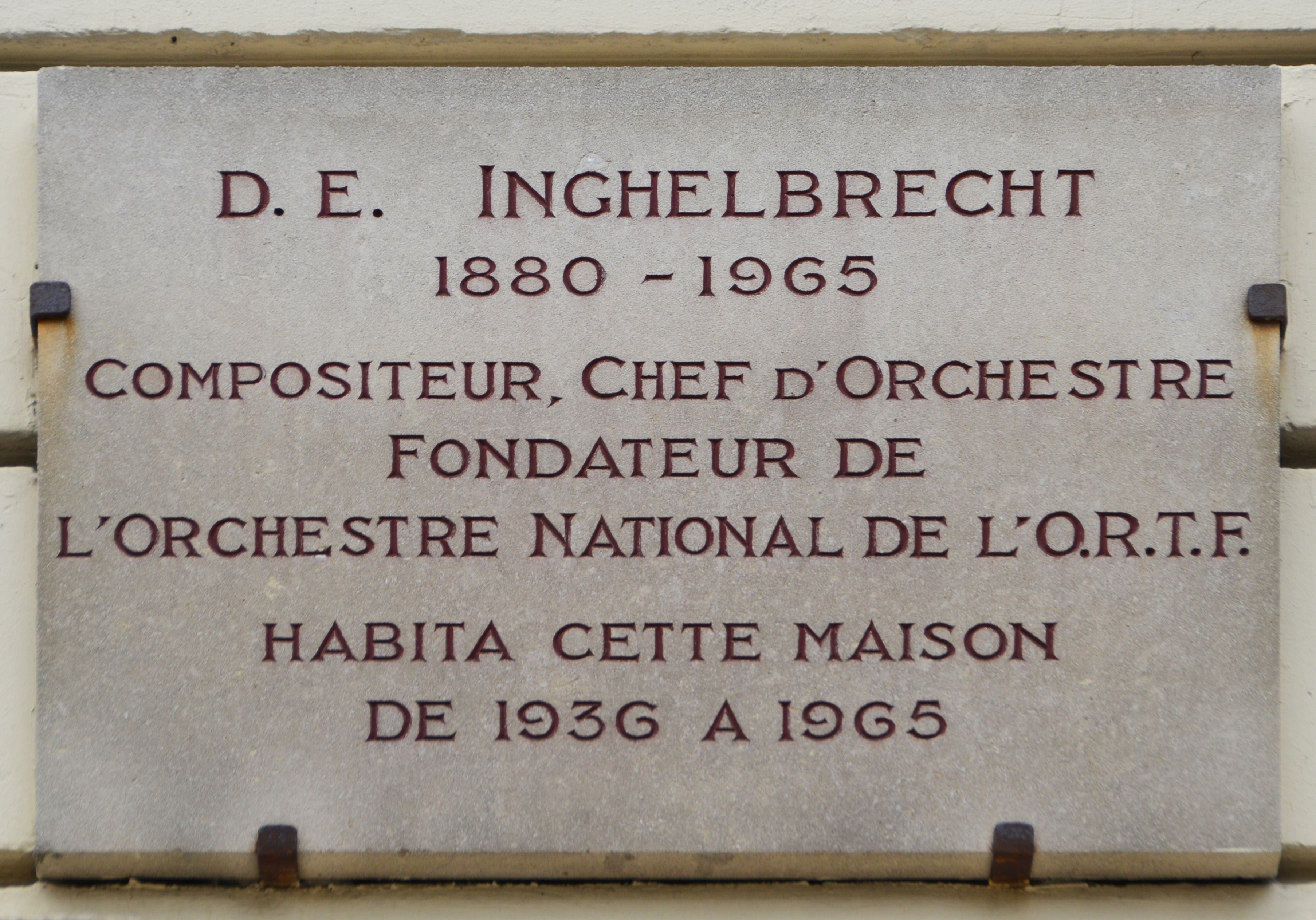
Gedenkplakette an Inghelbrechts Wohnhaus

Inghelbrecht entstammte einer Musikerfamilie. Sein Vater spielte Viola im Orchester der Pariser Oper, und seine Mutter spielte Geige und Klavier. So hatte Inghelbrecht frühzeitig Violinunterricht und belegte am Pariser Konservatorium Kurse in Solfège und Harmonielehre bei Antoine Taudou.
Er wirkte dann als Geiger in einem Orchester, wobei er das Dirigieren autodidaktisch erlernte, und debütierte 1908 als Dirigent am Théâtre des Arts. Er wurde befreundet mit Claude Debussy, der ihn 1911 mit der Choreinstudierung für die Aufführung von Le martyre de St. Sébastien beauftragte.
1913 wurde er Dirigent am Théâtre des Champs-Élysées, wo er die französischsprachige Uraufführung von Modest Mussorgskis Oper Boris Godunow leitete. Er blieb als Dirigent über lange Zeit dem Theater verbunden: Er leitete von 1920 bis 1923 die Ballets Suédois, dann bis 1925 und 1932–1933 das Orchester der Opéra-Comique, 1929–1930 das Orchester der Oper von Algier und von 1945 bis 1950 das der Pariser Oper.
Von 1928 bis 1932 leitete er die Concerts Pasdeloup. 1934 gründete er das Orchestre National de France, das er bis 1944 und dann noch einmal von 1951 bis 1958 leitete und zum bedeutendsten Rundfunkorchester Frankreichs machte.
Inghelbrecht spielte zahlreiche Plattenaufnahmen ein, viele davon mit Werken Debussys und anderer französischer Komponisten wie Georges Bizet und Gabriel Fauré. Neben Opern und Balletten komponierte Inghelbrecht auch Orchesterwerke, Kammermusik, Chor- und Klavierwerke sowie Film- und Hörspielmusiken.

## Bühnenwerke
- La Nuit Vénitienne (nach Alfred de Musset), musikalische Komödie, UA 1908
- El Greco, évocations symphoniques, Ballett, UA 1920
- Le Diable dans le beffroi (nach Edgar Allan Poe), Ballett, UA 1929
- La Métamorphose d'Eve, Ballett, 1929
- Mowgli (nach Rudyard Kipling) für Stimme, Chor und Orchester, 1946
- Voyage dans le Bleu, Operette, 1947
- Le Chéne et le tilleul (Libretto von Germaine Inghelbrecht nach Jean de La Fontaine), Ballett-Oper, 1960

## Quelle
1. ↑  Biografie auf allmusic.com

| Personendaten    | Personendaten                        |
| ---------------- | ------------------------------------ |
| NAME             | Inghelbrecht, Désiré-Émile           |
| KURZBESCHREIBUNG | französischer Komponist und Dirigent |
| GEBURTSDATUM     | 17. September 1880                   |
| GEBURTSORT       | Paris                                |
| STERBEDATUM      | 14. Februar 1965                     |
| STERBEORT        | Paris                                |